# Islam en el Sahara Occidental

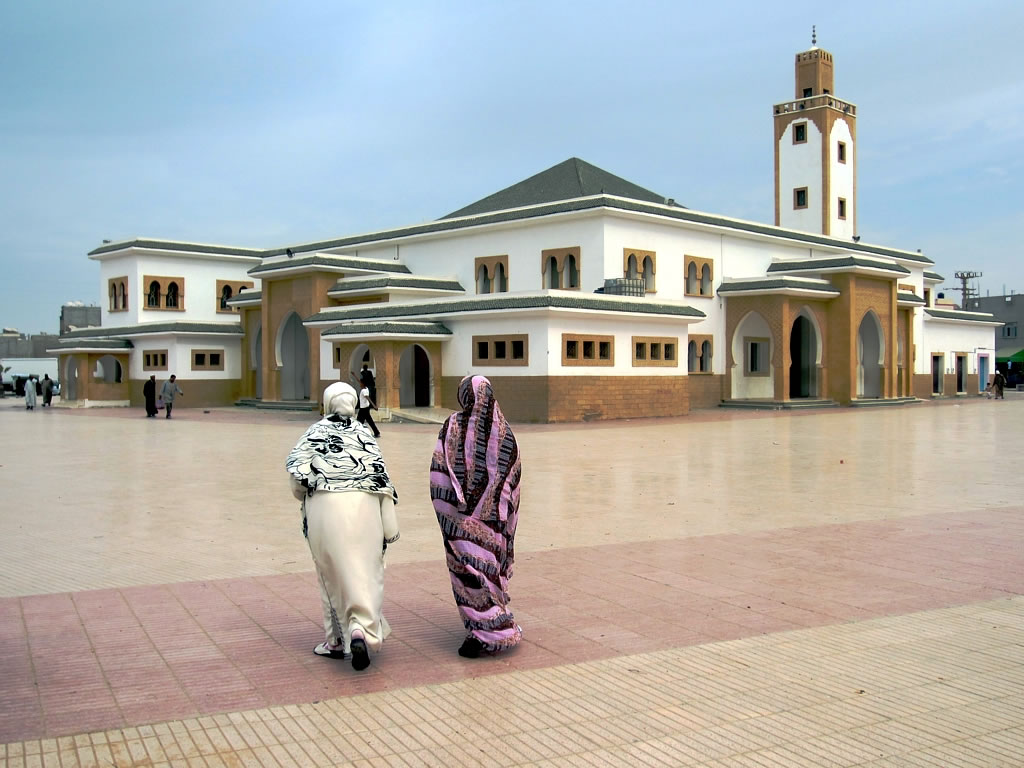
Mezquita en Dajla

El islam es la religión mayoritaria en el Sáhara Occidental.

## Historia
El islam se propaga en el norte de Sahara Occidental alrededor del año 661, durante el califato de los omeyas durante el reinado de Muawiya ibn Abi Sufyán.

Población musulmana porcentual por país (Pew Research Center, 2014).

Después de la invasión española en el territorio, la influencia española provocó una baja de seguidores del islam. En 1976, durante la Marcha verde, España abandona la provincia del Sahara y fue ocupada por Marruecos.
A la llegada de Marruecos en el Sahara Occidental, se difundió el islam a todos los habitantes, ya que en la Constitución de Marruecos de 2011 es la religión oficial del estado.
Según la publicación CIA World Factbook, los suníes constituyen alrededor de un 99.99% de la población.